# شاناز ابراهیم احمد
شاناز ابراهیم احمد (انگلیسی: Shanaz Ibrahim Ahmed؛ زادهٔ ۱۹۵۴) سیاست‌مدار و نویسنده کردتبار اهل عراق و عضو اتحادیه میهنی کردستان می‌باشد. همسر وی عبداللطیف رشید رئیس‌جمهور فعلی عراق می‌باشد و دو پسر و یک دختر دارد. وی به زبان‌های کردی، عربی، فارسی و انگلیسی تسلط دارد.
وی دختر ابراهیم احمد و خواهر هیرو ابراهیم احمد می‌باشد.